# Nơi cư trú cũ của Đặng Tiểu Bình
Nơi cư trú cũ của Đặng Tiểu Bình (giản thể: 邓小平故居; phồn thể: 鄧小平故居; Hán-Việt: Đặng Tiểu Bình cố cư; bính âm: Dèng Xiǎopíng Gùjū) được xây dựng vào cuối triều đại Nhà Thanh (thế kỷ XIX). Tọa lạc ở thôn Bài Phường, trấn Hiệp Hưng, quận Quảng An, thành phố Quảng An, tỉnh Tứ Xuyên, Trung Quốc, khu di tích có diện tích xây dựng khoảng 833,4 m2 (8.971 foot vuông), bao gồm cụm quần thể nhà cũ, tượng Đặng Tiểu Bình, Đức Chính phường (德政坊), phòng triển lãm di tích văn hóa, Hàn Lâm viện (翰林院子).

## Lịch sử
Ngôi nhà được ông cố Đặng Tâm Tảo (鄧心早) và ông nội Đặng Khắc Đạt (鄧克達) của Đặng Tiểu Bình xây dựng vào cuối triều đại Nhà Thanh (thế kỷ XIX). Đặng Tiểu Bình sinh ngày 22 tháng 8 năm 1904 (năm Quang Tự thứ 37) tại đây. Ông sống ở đây trong thời gian 15 năm đầu đời.
Tháng 7 năm 1997, Ban Tuyên giáo Đảng Cộng sản Trung Quốc công nhận nơi đây là Cơ sở Giáo dục Chủ nghĩa yêu nước cấp quốc gia.
Ngày 19 tháng 2 năm 1998, nhân một năm ngày mất Đặng Tiểu Bình, Tổng Bí thư Đảng Cộng sản Trung Quốc Giang Trạch Dân đích thân đề bút "Đặng Tiểu Bình đồng chí cố cư" (chữ Hán giản thể: 邓小平同志故居) lên biển tên.
Ngày 25 tháng 6 năm 2001, Quốc vụ viện Cộng hòa Nhân dân Trung Hoa công nhận nơi sinh sống thuở thiếu thời của Đặng Tiểu Bình là Di tích văn vật trọng điểm được bảo vệ cấp quốc gia (全国重点文物保护单位).
Ngày 13 tháng 8 năm 2004, Tổng Bí thư Hồ Cẩm Đào tham dự lễ khánh thành bức tượng Đặng Tiểu Bình.

## Chú giải
1. ↑  Theo Hán Việt từ điển trích dẫn thì 坊 (phường) nghĩa là nhà, tòa xây đắp để tiêu biểu các người hiền tài ở làng mạc. Như: trung hiếu phường '"忠孝坊", tiết nghĩa phường "節義坊".